# Dolazak Isusa Krista
Dolazak Isusa Krista je pojam koji govori o dolasku Isusa Krista među ljude. Katolička crkva o dolasku Isusa Krista govori trima načinima:
- o Isusovu dolasku njegovim rođenjem prije 2000 godina (utjelovljenje)
- o Kristovu dolasku u našu nutrinu danas
- o Kristovu dolasku u slavi na kraju vremena

## Isusov prvi i drugi dolazak
Kristovo utjelovljenje i dolazak na kraju vremena duboko su povezani. Vremenski su udaljeni, ali nama nije poznato kolika je ta vremenska udaljenost. Razlog duboke povezanosti jest taj što se Isusovom smrću i uskrsnućem već ostvarila ona preobrazba čovjeka i svemira koja je cilj stvaranja.

## Isusov dolazak u našu nutrinu danas
Ljudi često ne primjećuju kad im Bog dolazi, iako je to svakodnevna pojava. Razlog je što su ljudi možda previše zaokupljeni sobom, često očekujući nešto izvanredno. Kad su ljudu u dodiru sa samim unutarnjim sobom, oslobađaju se svoje otuđenosti, raskidanosti, egoizma, na novi način dolaze k sebi, otvaraju se k Bogu, spašeni su i tek onda znaju tko su. Dolazak Bog k čovjeku je pustolovina za čovjeka. Sve čovjekove rutinizirane izvjesnosti se u tome trenutku slamaju. U razdoblju Došašća ljude se poziva neka dođu k sebi da bi i Krist mogao k njima. 